# 1446
Portal Geschichte | Portal Biografien | Aktuelle Ereignisse | Jahreskalender | Tagesartikel

◄ |
14. Jahrhundert |
15. Jahrhundert
| 16. Jahrhundert | ►

◄ |
1410er |
1420er |
1430er |
1440er
| 1450er | 1460er | 1470er | ►

◄◄ |
◄ |
1442 |
1443 |
1444 |
1445 |
1446
| 1447 | 1448 | 1449 | 1450 | ► | ►►
Staatsoberhäupter  · Nekrolog
| Januar | Januar | Januar | Januar | Januar | Januar | Januar | Januar |
| Kw     | Mo     | Di     | Mi     | Do     | Fr     | Sa     | So     |
| ------ | ------ | ------ | ------ | ------ | ------ | ------ | ------ |
| 52     |        |        |        |        |        | 1      | 2      |
| 1      | 3      | 4      | 5      | 6      | 7      | 8      | 9      |
| 2      | 10     | 11     | 12     | 13     | 14     | 15     | 16     |
| 3      | 17     | 18     | 19     | 20     | 21     | 22     | 23     |
| 4      | 24     | 25     | 26     | 27     | 28     | 29     | 30     |
| 5      | 31     |        |        |        |        |        |        |

| Februar | Februar | Februar | Februar | Februar | Februar | Februar | Februar |
| Kw      | Mo      | Di      | Mi      | Do      | Fr      | Sa      | So      |
| ------- | ------- | ------- | ------- | ------- | ------- | ------- | ------- |
| 5       |         | 1       | 2       | 3       | 4       | 5       | 6       |
| 6       | 7       | 8       | 9       | 10      | 11      | 12      | 13      |
| 7       | 14      | 15      | 16      | 17      | 18      | 19      | 20      |
| 8       | 21      | 22      | 23      | 24      | 25      | 26      | 27      |
| 9       | 28      |         |         |         |         |         |         |

| März | März | März | März | März | März | März | März |
| Kw   | Mo   | Di   | Mi   | Do   | Fr   | Sa   | So   |
| ---- | ---- | ---- | ---- | ---- | ---- | ---- | ---- |
| 9    |      | 1    | 2    | 3    | 4    | 5    | 6    |
| 10   | 7    | 8    | 9    | 10   | 11   | 12   | 13   |
| 11   | 14   | 15   | 16   | 17   | 18   | 19   | 20   |
| 12   | 21   | 22   | 23   | 24   | 25   | 26   | 27   |
| 13   | 28   | 29   | 30   | 31   |      |      |      |

| April | April | April | April | April | April | April | April |
| Kw    | Mo    | Di    | Mi    | Do    | Fr    | Sa    | So    |
| ----- | ----- | ----- | ----- | ----- | ----- | ----- | ----- |
| 13    |       |       |       |       | 1     | 2     | 3     |
| 14    | 4     | 5     | 6     | 7     | 8     | 9     | 10    |
| 15    | 11    | 12    | 13    | 14    | 15    | 16    | 17    |
| 16    | 18    | 19    | 20    | 21    | 22    | 23    | 24    |
| 17    | 25    | 26    | 27    | 28    | 29    | 30    |       |

| Mai | Mai | Mai | Mai | Mai | Mai | Mai | Mai |
| Kw  | Mo  | Di  | Mi  | Do  | Fr  | Sa  | So  |
| --- | --- | --- | --- | --- | --- | --- | --- |
| 17  |     |     |     |     |     |     | 1   |
| 18  | 2   | 3   | 4   | 5   | 6   | 7   | 8   |
| 19  | 9   | 10  | 11  | 12  | 13  | 14  | 15  |
| 20  | 16  | 17  | 18  | 19  | 20  | 21  | 22  |
| 21  | 23  | 24  | 25  | 26  | 27  | 28  | 29  |
| 22  | 30  | 31  |     |     |     |     |     |

| Juni | Juni | Juni | Juni | Juni | Juni | Juni | Juni |
| Kw   | Mo   | Di   | Mi   | Do   | Fr   | Sa   | So   |
| ---- | ---- | ---- | ---- | ---- | ---- | ---- | ---- |
| 22   |      |      | 1    | 2    | 3    | 4    | 5    |
| 23   | 6    | 7    | 8    | 9    | 10   | 11   | 12   |
| 24   | 13   | 14   | 15   | 16   | 17   | 18   | 19   |
| 25   | 20   | 21   | 22   | 23   | 24   | 25   | 26   |
| 26   | 27   | 28   | 29   | 30   |      |      |      |

| Juli | Juli | Juli | Juli | Juli | Juli | Juli | Juli |
| Kw   | Mo   | Di   | Mi   | Do   | Fr   | Sa   | So   |
| ---- | ---- | ---- | ---- | ---- | ---- | ---- | ---- |
| 26   |      |      |      |      | 1    | 2    | 3    |
| 27   | 4    | 5    | 6    | 7    | 8    | 9    | 10   |
| 28   | 11   | 12   | 13   | 14   | 15   | 16   | 17   |
| 29   | 18   | 19   | 20   | 21   | 22   | 23   | 24   |
| 30   | 25   | 26   | 27   | 28   | 29   | 30   | 31   |

| August | August | August | August | August | August | August | August |
| Kw     | Mo     | Di     | Mi     | Do     | Fr     | Sa     | So     |
| ------ | ------ | ------ | ------ | ------ | ------ | ------ | ------ |
| 31     | 1      | 2      | 3      | 4      | 5      | 6      | 7      |
| 32     | 8      | 9      | 10     | 11     | 12     | 13     | 14     |
| 33     | 15     | 16     | 17     | 18     | 19     | 20     | 21     |
| 34     | 22     | 23     | 24     | 25     | 26     | 27     | 28     |
| 35     | 29     | 30     | 31     |        |        |        |        |

| September | September | September | September | September | September | September | September |
| Kw        | Mo        | Di        | Mi        | Do        | Fr        | Sa        | So        |
| --------- | --------- | --------- | --------- | --------- | --------- | --------- | --------- |
| 35        |           |           |           | 1         | 2         | 3         | 4         |
| 36        | 5         | 6         | 7         | 8         | 9         | 10        | 11        |
| 37        | 12        | 13        | 14        | 15        | 16        | 17        | 18        |
| 38        | 19        | 20        | 21        | 22        | 23        | 24        | 25        |
| 39        | 26        | 27        | 28        | 29        | 30        |           |           |

| Oktober | Oktober | Oktober | Oktober | Oktober | Oktober | Oktober | Oktober |
| Kw      | Mo      | Di      | Mi      | Do      | Fr      | Sa      | So      |
| ------- | ------- | ------- | ------- | ------- | ------- | ------- | ------- |
| 39      |         |         |         |         |         | 1       | 2       |
| 40      | 3       | 4       | 5       | 6       | 7       | 8       | 9       |
| 41      | 10      | 11      | 12      | 13      | 14      | 15      | 16      |
| 42      | 17      | 18      | 19      | 20      | 21      | 22      | 23      |
| 43      | 24      | 25      | 26      | 27      | 28      | 29      | 30      |
| 44      | 31      |         |         |         |         |         |         |

| November | November | November | November | November | November | November | November |
| Kw       | Mo       | Di       | Mi       | Do       | Fr       | Sa       | So       |
| -------- | -------- | -------- | -------- | -------- | -------- | -------- | -------- |
| 44       |          | 1        | 2        | 3        | 4        | 5        | 6        |
| 45       | 7        | 8        | 9        | 10       | 11       | 12       | 13       |
| 46       | 14       | 15       | 16       | 17       | 18       | 19       | 20       |
| 47       | 21       | 22       | 23       | 24       | 25       | 26       | 27       |
| 48       | 28       | 29       | 30       |          |          |          |          |

| Dezember | Dezember | Dezember | Dezember | Dezember | Dezember | Dezember | Dezember |
| Kw       | Mo       | Di       | Mi       | Do       | Fr       | Sa       | So       |
| -------- | -------- | -------- | -------- | -------- | -------- | -------- | -------- |
| 48       |          |          |          | 1        | 2        | 3        | 4        |
| 49       | 5        | 6        | 7        | 8        | 9        | 10       | 11       |
| 50       | 12       | 13       | 14       | 15       | 16       | 17       | 18       |
| 51       | 19       | 20       | 21       | 22       | 23       | 24       | 25       |
| 52       | 26       | 27       | 28       | 29       | 30       | 31       |          |

| Januar | Januar | Januar | Januar | Januar | Januar | Januar | Januar |
| Kw     | Mo     | Di     | Mi     | Do     | Fr     | Sa     | So     |
| ------ | ------ | ------ | ------ | ------ | ------ | ------ | ------ |
| 52     |        |        |        |        |        | 1      | 2      |
| 1      | 3      | 4      | 5      | 6      | 7      | 8      | 9      |
| 2      | 10     | 11     | 12     | 13     | 14     | 15     | 16     |
| 3      | 17     | 18     | 19     | 20     | 21     | 22     | 23     |
| 4      | 24     | 25     | 26     | 27     | 28     | 29     | 30     |
| 5      | 31     |        |        |        |        |        |        |

| Februar | Februar | Februar | Februar | Februar | Februar | Februar | Februar |
| Kw      | Mo      | Di      | Mi      | Do      | Fr      | Sa      | So      |
| ------- | ------- | ------- | ------- | ------- | ------- | ------- | ------- |
| 5       |         | 1       | 2       | 3       | 4       | 5       | 6       |
| 6       | 7       | 8       | 9       | 10      | 11      | 12      | 13      |
| 7       | 14      | 15      | 16      | 17      | 18      | 19      | 20      |
| 8       | 21      | 22      | 23      | 24      | 25      | 26      | 27      |
| 9       | 28      |         |         |         |         |         |         |

| März | März | März | März | März | März | März | März |
| Kw   | Mo   | Di   | Mi   | Do   | Fr   | Sa   | So   |
| ---- | ---- | ---- | ---- | ---- | ---- | ---- | ---- |
| 9    |      | 1    | 2    | 3    | 4    | 5    | 6    |
| 10   | 7    | 8    | 9    | 10   | 11   | 12   | 13   |
| 11   | 14   | 15   | 16   | 17   | 18   | 19   | 20   |
| 12   | 21   | 22   | 23   | 24   | 25   | 26   | 27   |
| 13   | 28   | 29   | 30   | 31   |      |      |      |

| April | April | April | April | April | April | April | April |
| Kw    | Mo    | Di    | Mi    | Do    | Fr    | Sa    | So    |
| ----- | ----- | ----- | ----- | ----- | ----- | ----- | ----- |
| 13    |       |       |       |       | 1     | 2     | 3     |
| 14    | 4     | 5     | 6     | 7     | 8     | 9     | 10    |
| 15    | 11    | 12    | 13    | 14    | 15    | 16    | 17    |
| 16    | 18    | 19    | 20    | 21    | 22    | 23    | 24    |
| 17    | 25    | 26    | 27    | 28    | 29    | 30    |       |

| Mai | Mai | Mai | Mai | Mai | Mai | Mai | Mai |
| Kw  | Mo  | Di  | Mi  | Do  | Fr  | Sa  | So  |
| --- | --- | --- | --- | --- | --- | --- | --- |
| 17  |     |     |     |     |     |     | 1   |
| 18  | 2   | 3   | 4   | 5   | 6   | 7   | 8   |
| 19  | 9   | 10  | 11  | 12  | 13  | 14  | 15  |
| 20  | 16  | 17  | 18  | 19  | 20  | 21  | 22  |
| 21  | 23  | 24  | 25  | 26  | 27  | 28  | 29  |
| 22  | 30  | 31  |     |     |     |     |     |

| Juni | Juni | Juni | Juni | Juni | Juni | Juni | Juni |
| Kw   | Mo   | Di   | Mi   | Do   | Fr   | Sa   | So   |
| ---- | ---- | ---- | ---- | ---- | ---- | ---- | ---- |
| 22   |      |      | 1    | 2    | 3    | 4    | 5    |
| 23   | 6    | 7    | 8    | 9    | 10   | 11   | 12   |
| 24   | 13   | 14   | 15   | 16   | 17   | 18   | 19   |
| 25   | 20   | 21   | 22   | 23   | 24   | 25   | 26   |
| 26   | 27   | 28   | 29   | 30   |      |      |      |

| Juli | Juli | Juli | Juli | Juli | Juli | Juli | Juli |
| Kw   | Mo   | Di   | Mi   | Do   | Fr   | Sa   | So   |
| ---- | ---- | ---- | ---- | ---- | ---- | ---- | ---- |
| 26   |      |      |      |      | 1    | 2    | 3    |
| 27   | 4    | 5    | 6    | 7    | 8    | 9    | 10   |
| 28   | 11   | 12   | 13   | 14   | 15   | 16   | 17   |
| 29   | 18   | 19   | 20   | 21   | 22   | 23   | 24   |
| 30   | 25   | 26   | 27   | 28   | 29   | 30   | 31   |

| August | August | August | August | August | August | August | August |
| Kw     | Mo     | Di     | Mi     | Do     | Fr     | Sa     | So     |
| ------ | ------ | ------ | ------ | ------ | ------ | ------ | ------ |
| 31     | 1      | 2      | 3      | 4      | 5      | 6      | 7      |
| 32     | 8      | 9      | 10     | 11     | 12     | 13     | 14     |
| 33     | 15     | 16     | 17     | 18     | 19     | 20     | 21     |
| 34     | 22     | 23     | 24     | 25     | 26     | 27     | 28     |
| 35     | 29     | 30     | 31     |        |        |        |        |

| September | September | September | September | September | September | September | September |
| Kw        | Mo        | Di        | Mi        | Do        | Fr        | Sa        | So        |
| --------- | --------- | --------- | --------- | --------- | --------- | --------- | --------- |
| 35        |           |           |           | 1         | 2         | 3         | 4         |
| 36        | 5         | 6         | 7         | 8         | 9         | 10        | 11        |
| 37        | 12        | 13        | 14        | 15        | 16        | 17        | 18        |
| 38        | 19        | 20        | 21        | 22        | 23        | 24        | 25        |
| 39        | 26        | 27        | 28        | 29        | 30        |           |           |

| Oktober | Oktober | Oktober | Oktober | Oktober | Oktober | Oktober | Oktober |
| Kw      | Mo      | Di      | Mi      | Do      | Fr      | Sa      | So      |
| ------- | ------- | ------- | ------- | ------- | ------- | ------- | ------- |
| 39      |         |         |         |         |         | 1       | 2       |
| 40      | 3       | 4       | 5       | 6       | 7       | 8       | 9       |
| 41      | 10      | 11      | 12      | 13      | 14      | 15      | 16      |
| 42      | 17      | 18      | 19      | 20      | 21      | 22      | 23      |
| 43      | 24      | 25      | 26      | 27      | 28      | 29      | 30      |
| 44      | 31      |         |         |         |         |         |         |

| November | November | November | November | November | November | November | November |
| Kw       | Mo       | Di       | Mi       | Do       | Fr       | Sa       | So       |
| -------- | -------- | -------- | -------- | -------- | -------- | -------- | -------- |
| 44       |          | 1        | 2        | 3        | 4        | 5        | 6        |
| 45       | 7        | 8        | 9        | 10       | 11       | 12       | 13       |
| 46       | 14       | 15       | 16       | 17       | 18       | 19       | 20       |
| 47       | 21       | 22       | 23       | 24       | 25       | 26       | 27       |
| 48       | 28       | 29       | 30       |          |          |          |          |

| Dezember | Dezember | Dezember | Dezember | Dezember | Dezember | Dezember | Dezember |
| Kw       | Mo       | Di       | Mi       | Do       | Fr       | Sa       | So       |
| -------- | -------- | -------- | -------- | -------- | -------- | -------- | -------- |
| 48       |          |          |          | 1        | 2        | 3        | 4        |
| 49       | 5        | 6        | 7        | 8        | 9        | 10       | 11       |
| 50       | 12       | 13       | 14       | 15       | 16       | 17       | 18       |
| 51       | 19       | 20       | 21       | 22       | 23       | 24       | 25       |
| 52       | 26       | 27       | 28       | 29       | 30       | 31       |          |

## Ereignisse

### Politik und Weltgeschehen

#### Heiliges Römisches Reich
- Die Tiroler Stände erzwingen von König Friedrich III. die Entlassung seines Neffen Siegmund aus der Vormundschaft. Dieser wird damit Herzog von Tirol, erhält die Vorlande jedoch nicht zurück, sein Cousin Albrecht VI. wird Herzog von Österreich.
- Mit der Schlacht bei Ragaz am 6. März kommt es zur letzten militärischen Auseinandersetzung im Alten Zürichkrieg zwischen den Eidgenossen und den Habsburgern. 1200 Eidgenossen besiegen das österreichische Heer, das unter dem Kommando von Hans von Rechberg und Wolfhard V. von Brandis, dem habsburgischen Vogt von Feldkirch, steht. Dabei geht unter anderem das Banner der Herren von Brandis an die Eidgenossen verloren und wird später in die Kirche von Sarnen verbracht. Nach zeitgenössischen Angaben sollen in der Schlacht um die 900 Mann des habsburgischen und um die 100 Mann aus dem eidgenössischen Heer gefallen sein. Am 12. Juni tritt ein Waffenstillstand zwischen Österreich und der Schweizer Eidgenossenschaft in Kraft.
- Nach der Ablehnung der Altenburger Teilung im Vorjahr beginnt in Sachsen der Sächsische Bruderkrieg um die wettinischen Herrschaftsgebiete zwischen den Brüdern Herzog Wilhelm III. (dem Tapferen) und Kurfürst Friedrich II. (dem Sanftmütigen) von Sachsen, der bis 1451 dauern wird.
- Albrecht Achilles, Fürst von Ansbach, heiratet Margarete von Baden.

#### Weitere Ereignisse in Europa
- 5. Juni: Johann Hunyadi wird einstimmig zum ungarischen Reichsverweser für den minderjährigen König Ladislaus Postumus gewählt. Seine erste Handlung als Regent ist, gegen den deutschen König Friedrich III. vorzugehen, der sich weigert, den jungen König nach Ungarn kommen zu lassen, was seine ungarischen Gegner zu der Unterstellung veranlasst, er würde den Jungen als politisches Pfand auf Schloss Orth in Gewahrsam halten. Johann Hunyadi fällt mit einem Heer in Österreich und der Steiermark ein.

#### Entdeckungsfahrten
- Portugiesische Seefahrer unter António Fernandes entdecken den Fluss Gambia und stoßen bis an die Küsten des heutigen Guinea-Bissau vor. Mit den Los-Inseln erreichen sie den bislang südlichsten Punkt einer europäischen Expedition. Bei dem Versuch, Einheimische als Sklaven zu verschleppen, kommt es zu einem Kampf, bei dem mehrere Männer durch Giftpfeile verletzt werden. Der Seefahrer Nuno Tristão kommt auf der Rückfahrt ums Leben.

#### Urkundliche Ersterwähnungen
- Langscheid (Bad Münstereifel) wird erstmals urkundlich erwähnt.

### Wirtschaft
- Die Kellerbrauerei Mitterbucher & Söhne im oberösterreichischen Ried im Innkreis wird erstmals in einer Urkunde erwähnt.

### Wissenschaft und Technik
- 9. Oktober: Mit dem Schriftstück Hunminjeongeum (Die richtigen Laute zur Unterweisung des Volkes) führt König Sejong aus der Joseon-Dynastie nach rund zehnjähriger Entwicklungszeit das koreanische Alphabet Hangeul in Korea ein. In seinem Vorwort schreibt er: Die gesprochene Sprache unseres Landes ist anders als die von China und passt auch nicht zu den chinesischen Schriftzeichen. Deswegen gibt es viele ungebildete Menschen, die gerne etwas niederschreiben würden, aber ihre Gefühle schriftlich nicht ausdrücken können. Über diese Tatsache bin ich sehr erschüttert, und so erfand ich 28 neue Buchstaben. Jeder soll diese Buchstaben zu seiner Erleichterung lernen und sie im täglichen Leben anwenden. Die Variationsmöglichkeiten der 28 Buchstaben sind unendlich. Sie sind einfach, aber nützlich. Sie sind verfeinert, aber überall verständlich. Deshalb versteht sie ein kluger Mensch, bevor ein Morgen zu Ende ist. Ein dummer Mensch kann sie in zehn Tagen lernen.
- Die juristische Fakultät an der Universität Leipzig wird gegründet.

### Religion

#### Christentum
- 20. Juni: Das Vorwerk Heiselhusen wird mit Wirkung vom 12. Juli zu einer eigenständigen Kommende erhoben.
- Im Katharinenhof Kranenburg wird ein Schwesternkonvent eingerichtet.

#### Buddhismus
- 1446/47: Die Religionsgeschichte von Lhorong, ein Werk der tibetischen politischen und religiösen Geschichtsschreibung aus der Perspektive eines Angehörigen der Taglung-Kagyü-Schule des tibetischen Buddhismus mit dem Schwerpunkt auf dem östlichen Tibet, wird von Tatshag Tshewanggyel, einem hochrangigen Buddhisten, auf dem Landgut Tatshag Gang in Lhorong verfasst.

### Katastrophen
- 10. April: Die Palmarumflut an der Nordsee und die darauf folgenden Einbrüche des Dollart führen dazu, dass das Kloster Palmar aufgegeben werden muss.

## Geboren

### Geburtsdatum gesichert
- 03. Mai: Friedrich I., Herzog von Liegnitz und Brieg († 1488)
- 03. Mai: Margareta von York, Herzogin von Burgund († 1503)
- 14. August: Antonio Urceo, italienischer Humanist († 1500)
- 28. Dezember: Charles de Valois, Herzog von Berry († 1472)

### Genaues Geburtsdatum unbekannt
- Pier Capponi, toskanischer Kaufmann, Diplomat, Politiker und Feldherr († 1496)
- Pankraz von Dietrichstein, österreichischer Adeliger († 1508)
- Dorothea von Brandenburg, Herzogin von Sachsen-Lauenburg († 1519)
- Bartolomeo della Fonte, italienischer Humanist, Dichter und Übersetzer († 1513)
- Bartholomäus May, Berner Heerführer und Staatsmann
- Juan de Borja Lanzol de Romaní, Erzbischof von Monreale und Patriarch von Konstantinopel († 1503)
- Marco Vigerio della Rovere, Kardinal der Katholischen Kirche († 1516)

### Geboren um 1446
- Francesco Botticini, italienischer Maler († 1497)
- William Grocyn, englischer Gelehrter und Humanist († 1519)
- Johann III., Herzog von Ratibor († 1493)
- Konrad Vaut, Vogt von Cannstatt († 1516)
- Wilwolt von Schaumberg, fränkischer Adeliger († 1510)

## Gestorben

### Erstes Halbjahr

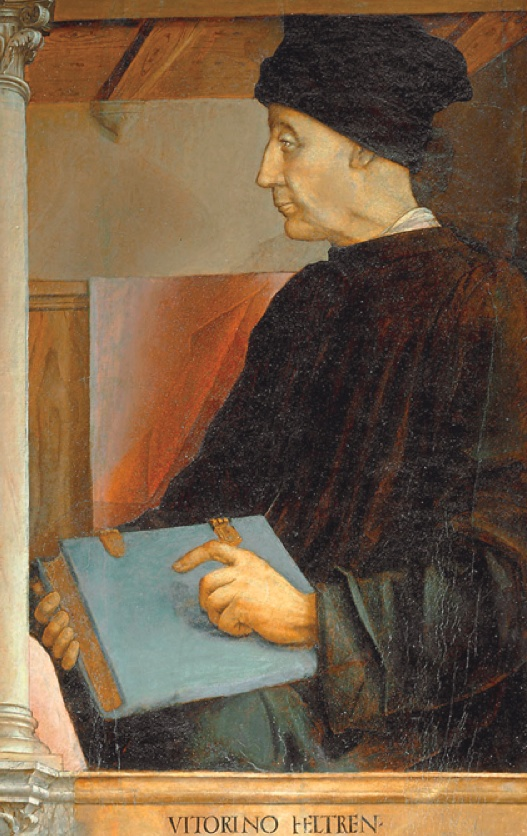
Vittorino da Feltre, Gemälde von Joos van Wassenhove

- 17. Januar: David Lindsay, 3. Earl of Crawford, schottischer Adliger (* vor 1404)
- 02. Februar: Vittorino da Feltre, italienischer Renaissance-Humanist und Lehrer (* 1378)
- 20. Februar: Elisabeth von Hanau, Gräfin von Dhaun-Kyrburg (* 1416)
- 04. März: Gutierre Álvarez de Toledo, Bischof von Palencia, Sevilla und Toledo (* 1374)
- 15. April: Filippo Brunelleschi, italienischer Baumeister (* 1377)
- 06. Mai: Georges de La Trémoille, Graf von Guînes (* um 1382)
- vor dem 7. Mai: Jean de Prangins, Bischof von Lausanne und von Aosta (* vor 1385)
- 09. Mai: Maria d’Enghien, Königin von Neapel und Gräfin von Lecce, außerdem Titularkönigin von Sizilien, Jerusalem und Ungarn (* 1367)
- 15. Mai: Siegfried II. Bock, deutscher römisch-katholischer Theologe, Kanzler von Dänemark, Norwegen und Schweden und Bischof von Cammin
- 17. Mai: Etzel I., Graf von Ortenburg
- 11. Juni: Henry de Beauchamp, 1. Duke of Warwick, englischer Adeliger (* 1425)

### Zweites Halbjahr
- 000Juli: Catherine de Valois, französische Prinzessin, Gräfin von Charolais (* 1428)
- 01. August: Johann von Pannwitz, Weihbischof und Generalvikar in Breslau sowie Titularbischof von Symbalon
- 20. Oktober: Georg Lembucher, Bischof von Seckau
- 08. November: Lorenz von Lichtenberg, Bischof von Lavant
- 22. November: Agnes von Hanau, Äbtissin des Klosters Klarenthal
- 07. Dezember: Bogislaw IX., Herzog von Pommern-Wolgast-Stolp (* um 1407/1410)
- 12. Dezember: Mircea II., Herrscher der Walachei (* 1422)
- 21. Dezember: Louis I. de Bourbon, Graf von Vendôme (* 1376)
- 28. Dezember: Heinrich I. von Plauen, Herr von Plauen und Burggraf von Meißen

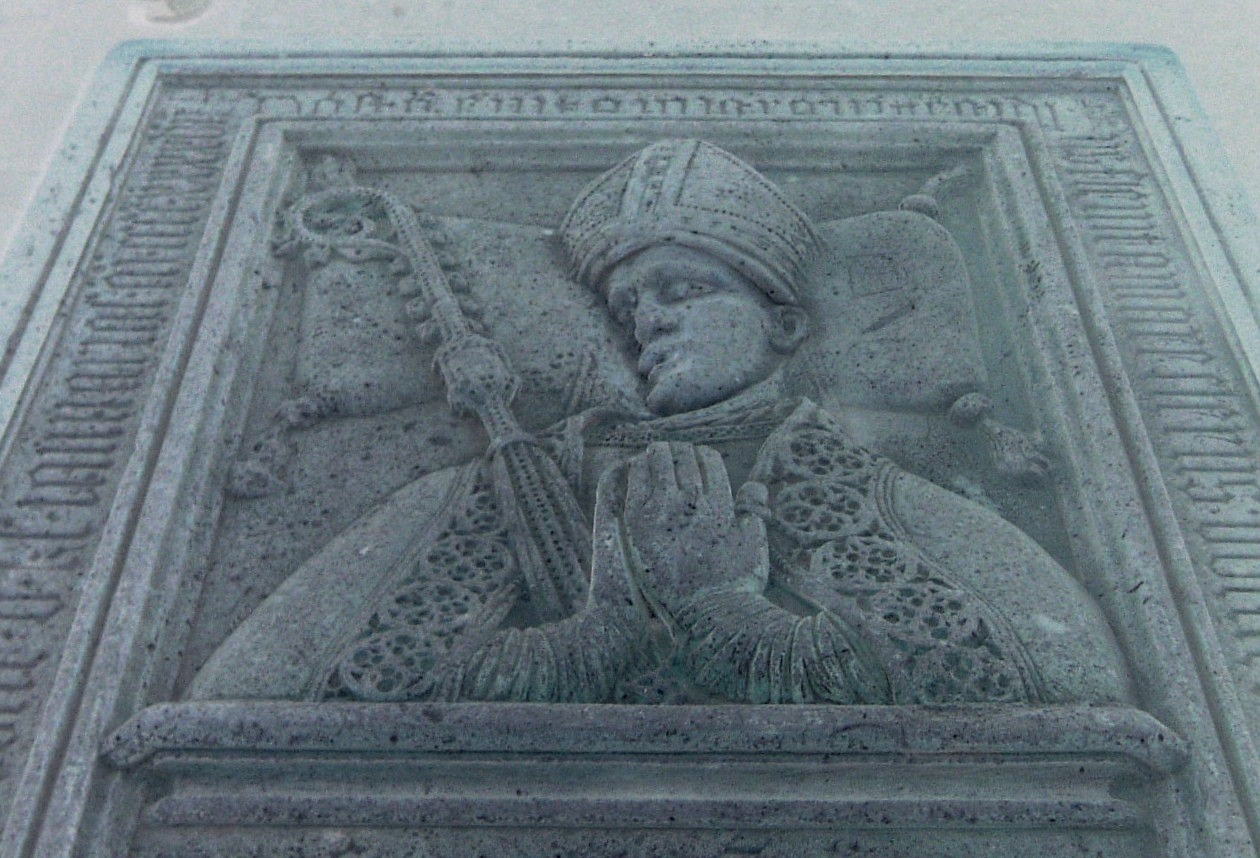
Grabplatte des Gegenpapstes in der Kathedrale von Palma de Mallorca

- 28. Dezember: Gil Sánchez Muñoz y Carbón, unter dem Namen Clemens VIII. Gegenpapst während des Abendländischen Schismas (* 1369)

### Genaues Todesdatum unbekannt
- James Douglas, 3. Earl of Angus, schottischer Adeliger (* um 1428)
- Otto IV., Fürst von Lüneburg
- Nuno Tristão, portugiesischer Seefahrer und Entdecker

### Gestorben um 1446
- Konrad Witz, deutsch-schweizerischer Maler (* um 1400)